# 名鉄高富線
高富線（たかとみせん）とは、岐阜県岐阜市の長良北町駅から、同県山県市（営業当時は山県郡高富町）の境界近くにあった高富駅までを結んでいた名古屋鉄道（名鉄）の鉄道路線。

## 路線データ
- 路線距離（営業キロ）：5.1 km
- 軌間：1,067 mm
- 駅数：8駅（起終点駅含む）
- 複線区間：なし（全線単線）
- 電化区間：全線（直流600 V）

## 歴史
長良軽便鉄道により開通した。
岐阜市内線との直通運転も行われていた。当時沿線の人口が増加傾向にあって乗客数が多かったながらも、バスよりも鉄道の方が輸送力が小さかった事、また単車におけるハンドブレーキの操作ミスによる事故が多かった事から、古い鉄道の近代化には巨額の費用を要するためという理由で同じ名古屋鉄道が運営するバス（名鉄バス）に転換された。
2004年（平成16年）10月1日に岐阜市内のバス事業を岐阜乗合自動車（岐阜バス）に譲渡したため、現在は岐阜バスが該当路線区間のバスを運行している。
同じ会社の起線と同じくして、乗客数が多かったことによる廃線であり、珍しいケースといえる。
- 1912年（明治45年）3月30日 - 長良軽便鉄道に対し鉄道免許状下付（稲葉郡長良村-山県郡高富町間）[5]
- 1913年（大正2年）12月25日 - 長良軽便鉄道[6]が長良（のちの長良北町） - 高富間を木製単車1 - 4[7]で開業[8]
- 1914年（大正3年）9月18日 - 三田洞駅を上岩崎駅に、土橋駅を三田洞駅に改称[9]
- 1915年（大正4年）11月20日 - 美濃電気軌道の長良橋 - 長良北町間が開業。長良軽便鉄道と接続
- 1920年（大正9年）9月 - 美濃電気軌道が長良軽便鉄道を合併
- 1922年（大正11年）5月16日 - 北町駅廃止[9]
- 1930年（昭和5年）
  - 8月20日 - 名古屋鉄道が美濃電気軌道を合併。高富線となる
  - 9月5日 - 名古屋鉄道が名岐鉄道に社名変更
- 1934年（昭和9年）7月26日 - 戸羽川駅を下岩崎駅に、継子渕駅を戸羽川駅に改称[9]
- 1935年（昭和10年）8月1日 - 名岐鉄道が名古屋鉄道に社名変更
- 1938年（昭和13年）3月16日 - 上岩崎駅廃止
- 1944年（昭和19年）頃 - 粟野駅休止
- 1949年（昭和24年）12月1日 - 粟野駅営業再開
- 1960年（昭和35年）4月22日 - 全線廃止し、バスに転換

## 駅一覧
- 廃止時点（今尾 (2008)に基づく）
- 全駅岐阜県岐阜市に所在。

凡例
線路 … ｜：単線区間 ◇・∧：単線区間の交換可能駅 ∨：これより上は複線
| 駅名       | 駅間 キロ | 営業 キロ | 接続路線                       | 線路 |
| ---------- | --------- | --------- | ------------------------------ | ---- |
| 長良北町駅 | -         | 0.0       | 名古屋鉄道：岐阜市内線（本線） | ∨    |
| *北町駅    |           | 0.5       |                                |      |
| 高見駅     | 1.3       | 1.3       |                                | ｜   |
| 下岩崎駅   | 0.5       | 1.8       |                                | ◇    |
| 戸羽川駅   | 0.7       | 2.5       |                                | ｜   |
| *上岩崎駅  |           | 3.0       |                                |      |
| 三田洞駅   | 1.1       | 3.6       |                                | ◇    |
| 粟野駅     | 1.0       | 4.6       |                                | ｜   |
| 高富駅     | 0.5       | 5.1       |                                | ∧    |

- *印の駅は路線（区間）廃止前に廃止された駅（廃止日は歴史参照）